# Championnats du monde de patinage artistique 1949
Navigation
Mondiaux 1948 Mondiaux 1950
Les championnats du monde de patinage artistique 1949 ont lieu du 16 au 18 février 1949 au Vélodrome d'Hiver de Paris en France. C'est la deuxième fois que la France organise les mondiaux de patinage artistique après l'édition de 1936.
À la suite de la Seconde Guerre mondiale, les participations des athlètes d'Allemagne et du Japon sont interdites à toutes les compétitions sportives internationales.
La tchécoslovaque Alena Vrzáňová réalise le premier double lutz féminin en compétition.

## Qualifications
Les patineurs sont éligibles à l'épreuve s'ils représentent une nation membre de l'Union internationale de patinage (International Skating Union en anglais). Les fédérations nationales sélectionnent leurs patineurs en fonction de leurs propres critères. 

## Podiums
| Épreuves                      | Or                          | Argent                        | Bronze                        |
| ----------------------------- | --------------------------- | ----------------------------- | ----------------------------- |
| Messieurs résultats détaillés | Dick Button                 | Ede Király                    | Edi Rada                      |
| Dames résultats détaillés     | Alena Vrzáňová              | Yvonne Sherman                | Jeannette Altwegg             |
| Couples résultats détaillés   | Andrea Kékessy / Ede Király | Karol Kennedy / Peter Kennedy | Ann Davies / Carleton Hoffner |

## Tableau des médailles
| Rang  | Nation          | Or | Argent | Bronze | Total |
| ----- | --------------- | -- | ------ | ------ | ----- |
| 1     | États-Unis      | 1  | 2      | 1      | 4     |
| 2     | Hongrie         | 1  | 1      | 0      | 2     |
| 3     | Tchécoslovaquie | 1  | 0      | 0      | 1     |
| 4     | Autriche        | 0  | 0      | 1      | 1     |
| 4     | Royaume-Uni     | 0  | 0      | 1      | 1     |
| Total | Total           | 3  | 3      | 3      | 9     |

## Détails des compétitions

### Messieurs
| Rang | Nom                | Nation     | Places | Points | Fig. impo. | Prog. libre |
| ---- | ------------------ | ---------- | ------ | ------ | ---------- | ----------- |
| 1    | Dick Button        | États-Unis | 5      |        |            |             |
| 2    | Ede Király         | Hongrie    | 12     |        |            |             |
| 3    | Edi Rada           | Autriche   | 13     |        |            |             |
| 4    | James Grogan       | États-Unis | 23     |        |            |             |
| 5    | Helmut Seibt       | Autriche   | 26     |        |            |             |
| 6    | Hayes Alan Jenkins | États-Unis | 29     |        |            |             |
| 7    | Austin Holt        | États-Unis | 34     |        |            |             |
| 8    | Carlo Fassi        | Italie     | 38     |        |            |             |
| 9    | Per Cock-Clausen   | Danemark   | 45     |        |            |             |
| 10   | Jean Vivès         | France     | 50     |        |            |             |

### Dames
| Rang    | Nom                   | Nation          | Places | Points | Fig. impo. | Prog. libre |
| ------- | --------------------- | --------------- | ------ | ------ | ---------- | ----------- |
| 1       | Alena Vrzáňová        | Tchécoslovaquie | 7      |        |            |             |
| 2       | Yvonne Sherman        | États-Unis      | 17     |        |            |             |
| 3       | Jeannette Altwegg     | Royaume-Uni     | 18     |        |            |             |
| 4       | Jiřína Nekolová       | Tchécoslovaquie | 44.5   |        |            |             |
| 5       | Bridget Shirley Adams | Royaume-Uni     | 46     |        |            |             |
| 6       | Andra McLaughlin      | États-Unis      | 48     |        |            |             |
| 7       | Virginia Baxter       | États-Unis      | 53     |        |            |             |
| 8       | Dagmar Lerchová       | Tchécoslovaquie | 55     |        |            |             |
| 9       | Jacqueline du Bief    | France          | 67     |        |            |             |
| 10      | Barbara Wyatt         | Royaume-Uni     | 71     |        |            |             |
| 11      | Helen Uhl             | États-Unis      | 68.5   |        |            |             |
| 12      | Valda Osborn          | Royaume-Uni     | 73     |        |            |             |
| 13      | Beryl Bailey          | Royaume-Uni     | 82     |        |            |             |
| 14      | Lilly Fuchs           | Autriche        | 85     |        |            |             |
| 15      | Liliane Madaule       | France          | 105    |        |            |             |
| Abandon | Eva Pawlik            | Autriche        |        |        |            |             |
| Abandon | Joan Lister           | Royaume-Uni     |        |        |            |             |

### Couples
| Rang | Nom                                  | Nation          | Places | Points |
| ---- | ------------------------------------ | --------------- | ------ | ------ |
| 1    | Andrea Kékessy / Ede Király          | Hongrie         | 7      |        |
| 2    | Karol Kennedy / Peter Kennedy        | États-Unis      | 14.5   |        |
| 3    | Ann Davies / Carleton Hoffner        | États-Unis      | 31.5   |        |
| 4    | Marianna Nagy / László Nagy          | Hongrie         | 33     |        |
| 5    | Herta Ratzenhofer / Emil Ratzenhofer | Autriche        | 35.5   |        |
| 6    | Jennifer Nicks / John Nicks          | Royaume-Uni     | 35.5   |        |
| 7    | Bela Zachova / Jaroslav Zach         | Tchécoslovaquie | 49.5   |        |
| 8    | Elianne Steineman / André Calamé     | Suisse          | 56.5   |        |
| 9    | Elly Stärck / Harry Gareis           | Autriche        | 66.5   |        |
| 10   | Denise Farvart / Jacques Favart      | France          | 63     |        |
| 11   | Suzanne Gheldorf / Jacques Renard    | Belgique        | 75     |        |
| 12   | Pamela Davis / Peter Scholes         | Royaume-Uni     | 78.5   |        |